# Manifiesto «En defensa de los derechos fundamentales en internet»
El Manifiesto "En defensa de los derechos fundamentales en Internet" es un texto surgido contra la Disposición final primera del Anteproyecto de Ley de Economía Sostenible, propuesto por el Gobierno de España. El contenido de esta disposición en el texto establece la "Modificación de la Ley 34/2002, de 11 de julio de Servicios de la Sociedad de la Información y del Real Decreto Legislativo 1/1996, de 12 de abril, por el que se aprueba Texto Refundido en la Ley de Propiedad Intelectual para proteger la propiedad intelectual frente a la piratería en Internet."
El documento fue elaborado por un internauta y unos cuarenta periodistas, blogueros y profesionales de Internet. Para esta peculiar redacción colaborativa se utilizó una herramienta en beta: Google Wave. Fue publicado por sus coautores a las 9 horas del miércoles 2 de diciembre.
El manifiesto ha sido traducido a varios idiomas: inglés, catalán, gallego, aragonés y asturiano.
Dos días después el buscador de Google encontraba un millón de referencias a este documento en su listado, en su mayoría copias de internautas que subscriben sus principios. Por su parte el grupo creado en Facebook para vincular a las personas que avalan el manifiesto superó, en menos de tres días la cifra de 100.000). Mientras que el hashtag #manifiesto alcanzaba el número 1 en España, de acuerdo con los datos de es.twirus.
La importancia de la reacción llevó a que el Ministerio de Cultura convocara a 14 personas relevantes del "Mundo Internet" a una reunión con la ministra, donde expusieron sus posturas sin establecer ningún principio de acuerdo.
La repercusión en las redes sociales y en la blogosfera se vio acompañada de un amplio eco mediático. El día 8, Microsiervos indicaba que la noticia del manifiesto había protagonizado 210 artículos de medios impresos y medio millar en publicaciones digitales, así como 174 cortes en televisión y 207 en emisoras de radio que trataban sobre el texto. Asimismo había sido referido en 500 artículos de publicaciones digitales.[cita requerida]
A raíz de una conversación en Menéame, se creó la noche del 8 de diciembre el foro Promanifiesto, para tener un lugar común en el que ponerse de acuerdo para lanzar nuevas acciones.

## Contenido del manifiesto
El contenido del manifiesto fue cedido de forma totalmente libre por sus coautores y tiene forma de decálogo

Ante la inclusión en el Anteproyecto de Ley de Economía sostenible de modificaciones legislativas que afectan al libre ejercicio de las libertades de expresión, información y el derecho de acceso a la cultura a través de Internet, los periodistas, bloggers, usuarios, profesionales y creadores de Internet manifestamos nuestra firme oposición al proyecto, y declaramos que…

1. Los derechos de autor no pueden situarse por encima de los derechos fundamentales de los ciudadanos, como el derecho a la privacidad, a la seguridad, a la presunción de inocencia, a la tutela judicial efectiva y a la libertad de expresión.
2. La suspensión de derechos fundamentales es y debe seguir siendo competencia exclusiva del poder judicial. Ni un cierre sin sentencia. Este anteproyecto, en contra de lo establecido en el artículo 20.5 de la Constitución, pone en manos de un órgano no judicial -un organismo dependiente del ministerio de Cultura-, la potestad de impedir a los ciudadanos españoles el acceso a cualquier página web.
3. La nueva legislación creará inseguridad jurídica en todo el sector tecnológico español, perjudicando uno de los pocos campos de desarrollo y futuro de nuestra economía, entorpeciendo la creación de empresas, introduciendo trabas a la libre competencia y ralentizando su proyección internacional.
4. La nueva legislación propuesta amenaza a los nuevos creadores y entorpece la creación cultural. Con Internet y los sucesivos avances tecnológicos se ha democratizado extraordinariamente la creación y emisión de contenidos de todo tipo, que ya no provienen prevalentemente de las industrias culturales tradicionales, sino de multitud de fuentes diferentes.
5. Los autores, como todos los trabajadores, tienen derecho a vivir de su trabajo con nuevas ideas creativas, modelos de negocio y actividades asociadas a sus creaciones. Intentar sostener con cambios legislativos a una industria obsoleta que no sabe adaptarse a este nuevo entorno no es ni justo ni realista. Si su modelo de negocio se basaba en el control de las copias de las obras y en Internet no es posible sin vulnerar derechos fundamentales, deberían buscar otro modelo.
6. Consideramos que las industrias culturales necesitan para sobrevivir alternativas modernas, eficaces, creíbles y asequibles y que se adecuen a los nuevos usos sociales, en lugar de limitaciones tan desproporcionadas como ineficaces para el fin que dicen perseguir.
7. Internet debe funcionar de forma libre y sin interferencias políticas auspiciadas por sectores que pretenden perpetuar obsoletos modelos de negocio e imposibilitar que el saber humano siga siendo libre.
8. Exigimos que el Gobierno garantice por ley la neutralidad de la Red en España, ante cualquier presión que pueda producirse, como marco para el desarrollo de una economía sostenible y realista de cara al futuro.
9. Proponemos una verdadera reforma del derecho de propiedad intelectual orientada a su fin: devolver a la sociedad el conocimiento, promover el dominio público y limitar los abusos de las entidades gestoras.
10. En democracia las leyes y sus modificaciones deben aprobarse tras el oportuno debate público y habiendo consultado previamente a todas las partes implicadas. No es de recibo que se realicen cambios legislativos que afectan a derechos fundamentales en una ley no orgánica y que versa sobre otra materia.

Este manifiesto, elaborado de forma conjunta por varios autores, es de todos y de ninguno. Si quieres sumarte a él, difúndelo por Internet.